# Staatsmeisterschaft von Mato Grosso (Frauenfußball)
Die Staatsmeisterschaft von Mato Grosso für Frauenfußball (portugiesisch Campeonato Mato-Grossense de Futebol Feminino) ist die seit 2007 mit Unterbrechungen von der Federação de Mato-Grossense de Futebol (FMF) ausgetragene Vereinsmeisterschaft im Frauenfußball des Bundesstaates Mato Grosso in Brasilien.
Seit 2007 wird über die Staatsmeisterschaft die Qualifikation zur Copa do Brasil Feminino und seit 2017 für die brasilianischen Meisterschaft der Frauen entschieden, zuerst für deren zweite Liga (Série A2) und seit 2021 für die dritte Liga (Série A3).

## Meisterschaftshistorie

### Ehrentafel der Gewinner
| Rekordmeister: Mixto EC |                                                           |
| 9 Titel                 | Mixto EC (Cuiabá)                                         |
| 4 Titel                 | Operário FC (Várzea Grande)                               |
| 1 Titel                 | Tangará EC (Tangará da Serra) AA Serra (Tangará da Serra) |

### Chronologie der Meister
| Saison | Meister                          | Vizemeister                      | Torschützenkönigin                  |       |
| ------ | -------------------------------- | -------------------------------- | ----------------------------------- | ----- |
| 2007   | Mixto EC                         |                                  | ?                                   |       |
| 2008   | Tangará EC                       | Mixto EC                         | ?                                   |       |
| 2009   | Mixto EC                         |                                  | ?                                   |       |
| 2010   | Mixto EC                         |                                  | ?                                   |       |
| 2011   | Mixto EC                         |                                  | ?                                   |       |
| 2012   | AA Serra                         | Operário FC                      | Rafaela (Operário FC; 22)           | [ 1 ] |
| 2013   | Meisterschaft nicht ausgetragen. | Meisterschaft nicht ausgetragen. | Meisterschaft nicht ausgetragen.    | [ 2 ] |
| 2014   | Mixto EC                         |                                  | ?                                   |       |
| 2015   | Operário FC                      |                                  | ?                                   |       |
| 2016   | Meisterschaft nicht ausgetragen. | Meisterschaft nicht ausgetragen. | Meisterschaft nicht ausgetragen.    |       |
| 2017   | Meisterschaft nicht ausgetragen. | Meisterschaft nicht ausgetragen. | Meisterschaft nicht ausgetragen.    |       |
| 2018   | Operário FC                      | Mixto EC                         | ?                                   | [ 3 ] |
| 2019   | Operário FC                      | Mixto EC                         | ?                                   | [ 4 ] |
| 2020   | Mixto EC                         | Ação                             | ?                                   | [ 5 ] |
| 2021   | Mixto EC                         | Cuiabá EC                        | Gabrielly Giani (Mixto EC; 9)       |       |
| 2022   | Mixto EC                         | Operário VG                      | Karol Lins (Operário VG; 14)        | [ 6 ] |
| 2023   | Mixto EC                         | Ação                             | Gabrielly Giani (Mixto EC; 13)      | [ 7 ] |
| 2024   | Operário FC                      | Ação                             | Milena (Atlético Matogrossense; 11) | [ 8 ] |